# Šance (pořad)
Šance je hudebně-zábavní pořad České televize, který byl vysílán v letech 1992 až 2001. Pořadem provázel Martin Dejdar a později Josef Dvořák s Miroslavem Vladykou. Celkově bylo natočeno 46 dílů.  V letech 2020 až 2021 byly na programu ČT3 zreprízovány všechny díly pořadu, uvedeny byly v nechronologickém pořadí. 
V pořadu se poprvé objevilo české domácí video. S rostoucí dostupností videokamer a přibývajícím množstvím amatérských vtipných videozáznamů od diváků byl pro "home video" vyčleněn samostatný pořad Neváhej a toč!

## Díly pořadu
| Č. dílu | Účinkují | Uvádí                           | Délka    | Premiéra           |
| ------- | --- | ------------------------------- | -------- | ------------------ |
| 1       | J. Just, J. Císler, M. Markovič, L. Bílá, B. Hybner, O. Kaiser, M. Kořínek, O. Havelka a další                                                                                             | Roman Holý                      | 68 minut | 11. ledna 1992     |
| 2       | V. Faltus, M. Eben, M. Kořínek, Taneční skupina UNO, J. Třasák, Dobrovolné sdružení pražských symfoniků, MOSQUITOS, J. Vyčítal, Zelenáči a další                                           | Martin Dejdar                   | 74 minut | 18. dubna 1992     |
| 3       | I. Bartošová, L. Sobota, F. R. Čech, J. Hanušová, Z. Srstka, J. Wimmer, J. Koubková, J. Weiss, O. Kaiser, J. Lábus, M. Kořínek, M. Eben a další                                            | Martin Dejdar                   | 70 minut | 19. září 1992      |
| 4       | P. Brukner, M. Čepelka, I. Mládek, J. Wimmer, E. Pilarová a další | Ondřej Havelka                  | 70 minut | 14. listopadu 1992 |
| 5       | (To nejlepší, co v pořadu Šance přinesl rok 1992) M. Markovič, V. Faltus, L. Sobota, R. Skamene, I. Mládek, O. Kaiser, M. Kořínek, J. Lábus, P. Vacek, M. Eben a další                     | Martin Dejdar                   | 75 minut | 9. ledna 1993      |
| 6       | P. Janů, J. Lábus, M. Kořínek, M. Nesvadba, J. Knot, NEW ABSOLON, Divadlo Máj Praha a další.                                                                                               | Martin Dejdar                   | 67 minut | 24. dubna 1993     |
| 7       | L. Vondráčková, P. Vacek, J. Císler, ŠUM SVISTU a další. | Martin Dejdar                   | 68 minut | 19. června 1993    |
| 8       | J. Suchý, J. Molavcová, J. Schmitzer, S. Nálepková, taneční skupina TORZO a další. | Martin Dejdar                   | 71 minut | 25. září 1993      |
| 9       | M. Šimek, J. Krampol, M. Eben, M. Kořínek, P. Vacek, YO-YO Band a další. | Martin Dejdar                   | 59 minut | 13. listopadu 1993 |
| 10      | M. Nesvadba, L. Vondráčková, B. Šulc, J. Bohdalová, M. Šimek, J. Krampol a další | Martin Dejdar                   | 68 minut | 8. ledna 1994      |
| 11      | L. Semelka, M. Březinová, Y. Přenosilová, P. Bobek, J. Císler, J. Wimmer, K. Černoch a další.                                                                                              | Josef Dvořák a Miroslav Vladyka | 69 minut | 12. března 1994    |
| 12      | J. Zelenková, A. Gondolán, V. Martinová, M. Matoušek, J. Uhlíř, Z. Izer, M. Dobrodinský, F. Havlík a jeho Swingband a další.                                                               | Josef Dvořák a Miroslav Vladyka | 69 minut | 23. dubna 1994     |
| 13      | V. Špinarová, Rebecca, V. Faltus, Clown-Va, W. Daněk a další. | Josef Dvořák a Miroslav Vladyka | 72 minut | 18. června 1994    |
| 14      | I. Bartošová, P. Janda, Y. Simonová, I. Mládek, L. Machálková, P. Vítek, P. Spálený a další.                                                                                               | Josef Dvořák a Miroslav Vladyka | 71 minut | 24. září 1994      |
| 15      | (Silvestrovské vydání) E. Pilarová, J. Rosen, JAYA, V. Martinová, M. Drobný, M. Šimek, J. Krampol, U. Kluková, Z. Izer, M. Dobrodinský, M. Nesvadba, V. Rezek, skupina Crazy Lady a další. | Josef Dvořák a Miroslav Vladyka | 65 minut | 31. prosince 1994  |
| 16      | I. Mládek, W. Daněk, I. Bartošová, J. Wimmer, K. Černoch, V. Strasser a další. | Josef Dvořák a Miroslav Vladyka | 71 minut | 21. ledna 1995     |
| 17      | E. Urbanová, L. Křížek, Z. Izer, M. Dobrodinský, D. Janda, M. Holanová, skupina Šum svistu a další                                                                                         | Josef Dvořák a Miroslav Vladyka | 63 minut | 29. dubna 1995     |
| 18      | K. Černoch, Z. Izer, M. Dobrodinský, cimbálová muzika Réva a další | Josef Dvořák a Miroslav Vladyka | 65 minut | 24. června 1995    |
| 19      | H. Zagorová, P. Janů, H. Vondráčková, M. Kubišová, F. Holzmann, Z. Izer, M. Dobrodinský a další.                                                                                           | Josef Dvořák a Miroslav Vladyka | 72 minut | 30. září 1995      |
| 20      | O. Havelka a jeho Melody Makers, M. Donutil, Z. Izer, M. Dobrodinský, I. Bartošová, J. Černý, M. Pokorný, R. Ondráček a další.                                                             | Josef Dvořák a Miroslav Vladyka | 68 minut | 23. prosince 1995  |
| 21      | H. Zagorová, P. Janů, M. Donutil, Z. Izer, M. Dobrodinský, L. Křížek, E. Urbanová, M. Calábek a další                                                                                      | Josef Dvořák a Miroslav Vladyka | 72 minut | 27. ledna 1996     |
| 22      | L. Bílá, J. Satinský, J. Wimmer, P. Janda, M. Jandová, Z. Merta, Z. Jandová a další | Josef Dvořák a Miroslav Vladyka | 68 minut | 13. dubna 1996     |
| 23      | J. Sovák, E. Pilarová, P. Janů, L. Machálková, D. Hůlka, P. Rychlý, M. Calábek, Rock’n’Roll Band Marcela Woodmana a další                                                                  | Josef Dvořák a Miroslav Vladyka | 74 minut | 22. června 1996    |
| 24      | L. Bílá, J. Korn, H. Zagorová, Š. Margita, J. Krampol, M. Nesvadba a další | Josef Dvořák a Miroslav Vladyka | 65 minut | 12. října 1996     |
| 25      | H. Vondráčková, V. Špinarová, J. Zelenková, P. Zedníček, M. Donutil, J. Korn, Z. Izer, M. Dobrodinský, P. Rychlý a další                                                                   | Josef Dvořák a Miroslav Vladyka | 72 minut | 21. prosince 1996  |
| 26      | J. Sovák, M. Donutil, L. Bílá, Z. Izer, M. Dobrodinský, E. Pilarová, P. Janů, L. Machálková a další                                                                                        | Josef Dvořák a Miroslav Vladyka | 70 minut | 8. února 1997      |
| 27      | H. a P. Ulrychovi, I. Mládek, J. Náhlovský, J. Mladý, L. Machálková, P. Vítek, Helekal family a další                                                                                      | Josef Dvořák a Miroslav Vladyka | 62 minut | 12. dubna 1997     |
| 28      | E. Pilarová, M. Burger, M. Horníček, I. Šebo, Z. Izer, M. Dobrodinský, J. Korn, T. Trapl, Crazy Girls, D. Maxová, P. Kožíšek a další.                                                      | Josef Dvořák a Miroslav Vladyka | 66 minut | 14. června 1997    |
| 29      | K. Gott, Š. Margita, L. Ághová, R. Brzobohatý, Y. Přenosilová, P. Bobek, K. Zich, P. Hovorka, J. Čejka, Kocman Country Family, zpěváci muzikálu Vlasy a další.                             | Josef Dvořák a Miroslav Vladyka | 72 minut | 11. října 1997     |
| 30      | (Vánoční vydání) K. Brožová, Z. Izer, M. Dobrodinský, Děti swingu, D. Hůlka a další | Josef Dvořák a Miroslav Vladyka | 71 minut | 20. prosince 1997  |
| 31      | (Nejúspěšnější vystoupení v roce 1997) K. Gott, Z. Izer, M. Dobrodinský, R. Brzobohatý, M. Horníček, P. Bobek, Y. Přenosilová, K. Zich, P. a H. Ulrychovi a další                          | Josef Dvořák a Miroslav Vladyka | 70 minut | 24. ledna 1998     |
| 32      | P. Janů, M. Holanová, L. Machálková, M. Horníček, J. Krampol, H. Štáchová, M. Klásek a členové Divadla S+H, I. Šebo, A. Colucci a další                                                    | Josef Dvořák a Miroslav Vladyka | 65 minut | 11. dubna 1998     |
| 33      | Z. Izer, M. Dobrodinský, E. Pilarová, H. Zagorová, I. Hüttnerová, W. Matuška, O. Blechová, P. Kožíšek a další.                                                                             | Josef Dvořák a Miroslav Vladyka | 50 minut | 4. července 1998   |
| 34      | K. Gott, I. Bartošová, J. Zíma, G. Osvaldová, M. Vašut, B. Basiková, K. Střihavka, M. Švandrlík, UNO a další                                                                               | Josef Dvořák a Miroslav Vladyka | 62 minut | 10. října 1998     |
| 35      | Z. Izer, M. Dobrodinský, I. Bartošová, Š. Margita, J. Černý a další. | Josef Dvořák a Miroslav Vladyka | 70 minut | 27. prosince 1998  |
| 36      | (Nejúspěšnější vystoupení) I. Bartošová, J. Krampol, Z. Izer, M. Dobrodinský, skupina Příbuzní a další                                                                                     | Josef Dvořák a Miroslav Vladyka | 69 minut | 30. ledna 1999     |
| 37      | L. Machálková, E. Pilarová, J. Hlaváčová, L. Munzar, J. Krampol, J. Paulová a další | Josef Dvořák a Miroslav Vladyka | 72 minut | 13. března 1999    |
| 38      | Z. Izer, M. Dobrodinský, H. Vondráčková, I. Devátá, sestry Havelkovy, M. Pokorný, R. Ondráček, zpěváci a tanečníci muzikálu Pomáda, skupina O. O. T. M. a další                            | Josef Dvořák a Miroslav Vladyka | 61 minut | 5. června 1999     |
| 39      | B. Munzarová a její Girls, M. Nesvadba, Duo Carlos, P. Jablonský, I. Csáková, W. Matuška, O. Blechová a KTO, Z. Izer a M. Dobrodinský, J. Nevěd a příbuzní                                 | Josef Dvořák a Miroslav Vladyka | 67 minut | 23. října 1999     |
| 40      | L. Bílá, Z. Izer, M. Dobrodinský, L. Sobota, V. Faltus, P. Jablonský, S. Nálepková, J. Čejka, Dasha, Pražský swingový orchestr J. Matouška, V. I. P. a další                               | Josef Dvořák a Miroslav Vladyka | 59 minut | 8. ledna 2000      |
| 41      | I. Mládek, P. Jablonský, Z. Izer, M. Dobrodinský, L. Machálková, L. Křížek, J. Nedvěd, A. Procházka, L. Plačková, I. Pešák, J. Mrázek, Taneční skupina Q a další                           | Josef Dvořák a Miroslav Vladyka | 68 minut | 9. května 2000     |
| 42      | I. Mládek, P. Jablonský, L. Plačková, A. Kušnírová, I. Pešák, J. Mrázek, L. Kerndl, T. Kerndlová, V. Hron, Tap Dance studio, Taneční skupina TORZO a další                                 | Josef Dvořák a Miroslav Vladyka | 69 minut | 17. června 2000    |
| 43      | J. Kukura, W. Matuška, O. Matušková, I. Mládek, P. Jablonský, New Absolon, Rock’n’roll Band M. Woodmana a další                                                                            | Josef Dvořák a Miroslav Vladyka | 65 minut | 12. srpna 2000     |
| 44      | V. Hron, Z. Izer, M. Dobrodinský, P. Muk, herci a zpěváci muzikálu Pomáda a další | Josef Dvořák a Miroslav Vladyka | 70 minut | 7. října 2000      |
| 45      | K. Gott, V. Hron, P. Jablonský, M. Drobný, J. Smyčková, T. Kerndlová, Crazy Lady, Taneční skupina Da Live Broadcast a další                                                                | Josef Dvořák a Miroslav Vladyka | 64 minut | 30. prosince 2000  |
| 46      | (Závěrečný díl) J. Třasák, J. Wimmer, L. Vondráčková, L. Machálková, P. Jablonský a další                                                                                                  | Martin Dejdar                   | 68 minut | 3. února 2001      |

### Speciální díly
| Název           | Obsah | Režie    | Délka    | Premiéra        |
| --------------- | --- | -------- | -------- | --------------- |
| Byli jsme druzí | Výběr toho nejlepšího z epizod natočených v letech 1991–1992                                             | F. Polák | 28 minut | 19. února 1993  |
| To byla Šance   | Václav Postránecký provází nejúspěšnějšími zábavnými pořady za uplynulých 15 let vysílání České televize | F. Polák | 52 minut | 17. května 2007 |
| Šance           | Speciální díl úspěšného zábavného televizního pořadu. Účinkují: M. Dejdar, J. Dvořák, M. Vladyka         | F. Polák | 60 minut | 18. května 2013 |

## Častí hosté
Zdeněk Izer a Marek Dobrodinský
- 12. díl – nová televizní stanice (programová náplň jednoho večera)
- 15. díl – Risk je zisk
- 17. díl – Proč ne
- 18. díl – Eso
- 19. díl – 7 dní čili tejden
- 20. díl – Volejte řediteli; Dalibor Janda
- 21. díl – 7 dní čili tejden (opakování, nové uvítání, zkráceno); Eso (opakování, zkráceno)
- 25. díl – Debata jak vostříž
- 26. díl – Debata jak vostříž (opakování, zkráceno)
- 28. díl – Michael Jackson
- 30. díl – upoutávka do kina na film Traktor; Carreras šou
- 31. díl – Carreras šou  (opakování, zkráceno)
- 33. díl – Kilogrammy
- 35. díl – Všichni jsme dokonalí (jen jedna otázka); Tfuj; Tabu
- 36. díl – Všichni jsme dokonalí (dvě otázky, alternativní část z divadla); Tfuj; Tabu
- 38. díl – Tak neváhej a skoč!
- 39. díl – Ňůs rům
- 40. díl – Reklama Deli
- 41. díl – Neváhej a skoč! (opakování, zkráceno); Chcete ho (vyčleněno z původního Ňůs rům); Ňůs rům (zkráceno)
- 44. díl – Receptář
- 46. díl – Volejte řediteli (opakování, zkráceno)

Ivan Mládek
- 4. díl – Monolog Ivana Mládka o zájezdu na Slovensko a o kapele
- 5. díl – Monolog Ivana Mládka o zájezdu na Slovensko a o kapele (opakování)
- 9. díl – Balalajka
- 14. díl – Zlatá rybka
- 16. díl – Zlatá rybka (opakování, nové uvedení)
- 27. díl – Dvě pohádky na přání: O Mahuleně, O Smolíčkovi v ruštině
- 41. díl – Brčko
- 42. díl – Lomikarovy dcery
- 43. díl – Zkoušení z dějepisu
- 44. díl – Příjezd babičky na Staré bělidlo
- 45. díl – Seznamovací kancelář

Miroslav Donutil
- 20. díl – o natáčení Černých baronů; Chroustalovy klíče; natáčení inscenace Balanda pro banditu pro rádio; písnička Ani tak nehoří
- 21. díl – o premiéře Černých baronů; o Frantovi Koucourkovi a sprejích; Chroustalovy klíče (opakování); písnička Ani tak nehoří (opakování)
- 25. díl – o Věře Chytilové a zmrzlině; písnička "drupovka" (oboje natočeno už během 21. dílu)
- 26. díl – o Věře Chytilové a zmrzlině (opakování); písnička "drupovka" (opakování)